# 中興四將

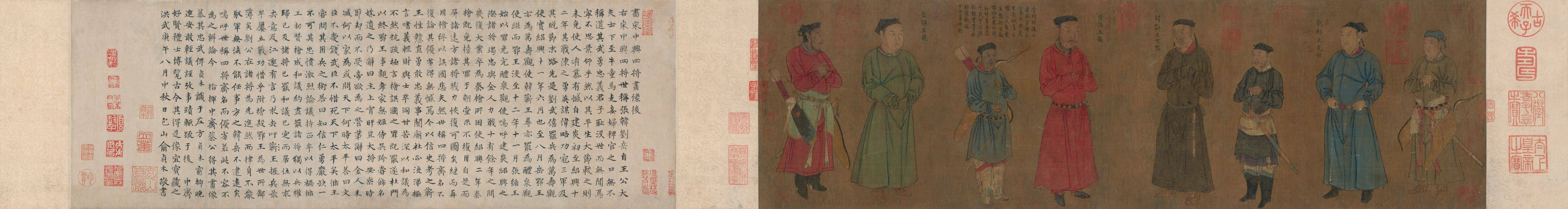
劉松年画笔下的中兴四将 ：岳飞（左二）、张俊（左四）、韩世忠（左五）、刘光世（右二）

中興四將指南宋時期四位著名南渡將領，有不同說法。

## 刘松年图说
一種說法是，四位將領是指劉光世、韓世忠、張俊、岳飛；這說法來自于宋朝劉松年所繪《中興四將圖》。四位將領均有王爵，劉光世追封鄜王，韓世忠追封蘄王，張俊追封循王，岳飛追封鄂王。

## 《宋史》说
亦有以劉錡（追封吳王）取代劉光世，以史料來看更為可信。

## 章颖说
第三种说法由南宋史官章颖提出，将刘锜、岳飞、李显忠、魏胜列入自己的《皇宋中兴四将传》一书。

## 同期其他名将
- 吳玠（追封涪王）、吳璘兄弟

## 註解
1. ↑  《宋史·卷369·張俊》：“南渡後，俊握兵最早，屢立戰功，與韓世忠、劉錡、岳飛並為名將，世稱張、韓、劉、岳。”
2. ↑  《宋史·卷369·劉光世》：“（劉光世）建炎初，結內侍康履以自固。又蚤解兵柄，與時浮沉，不為秦檜所忌，故能竊寵榮以終其身，方之韓、岳遠矣。”